# Вільгельм Фуртвенглер
Вільге́льм Фу́ртвенглер (нім. Gustav Heinrich Ernst Martin Wilhelm Furtwängler; 25 січня 1886 — 30 листопада 1954) — німецький диригент і композитор. Один із найвідоміших німецьких диригентів XX сторіччя.

## Біографія
Народився у Берліні. Його батько Адольф був археологом, мати — художницею, а брат Філіп — математиком. Велику частину дитинства Фуртвенглер провів у Мюнхені, де його батько викладав в Університеті. У ранньому віці почав навчатися музиці, тоді ж зацікавився творчістю Бетховена, з якою він був тісно пов'язаний протягом усього життя.
У 20 років Фуртвенглер дебютував як диригент: у програмі концерту, в якому він диригував Кайма-оркестром (нині Мюнхенський філармонічний оркестр), була Дев'ята симфонія Антона Брукнера, а також свій твір — Largo h-moll (у переробленому вигляді включений пізніше в Симфонію № 1). До цього моменту їм вже було написано декілька музичних творів, однак вони отримали прохолодний прийом і ця обставина, а також усвідомлення фінансової нестабільності кар'єри композитора спонукало його сконцентруватися на диригуванні. Працював у Мюнхені, Любеку, Мангаймі, Франкфурті на Майні і в Відні; в 1920 році отримав посаду диригента Берлінської державної капели, у 1922 — в Оркестрі Гевандхауз у Лейпцизі (де він змінив Артура Нікіша) і одночасно в Берлінському філармонічному оркестрі. Надалі став музичним керівником Віденського філармонічного оркестру, Зальцбурзького фестивалю та Байройтського фестивалю, який вважався найвищим постом, який в той час міг займати диригент в Німеччині.
У кінці Другої світової війни, внаслідок жорсткого тиску з боку Нацистської партії Фуртвенглер поїхав в Швейцарію. Після війни знову займався диригуванням, здійснив безліч записів. Помер у 1954 році в Баден-Бадені.
Найбільшу популярність принесли Фуртвенглеру інтерпретації творів Бетховена, Брамса, Брукнера та Вагнера. У той же час він пропагував сучасну музику; серед сучасних творів у його репертуарі — Концерт для оркестру Бели Бартока.

## Стосунки з нацистами
Зв'язок Фуртвенглера з Адольфом Гітлером та Нацистською партією і його ставлення до них було предметом великої дискусії. Коли нацисти прийшли до влади в 1933 році, Фуртвенглер ставився до них украй критично. У 1934 йому було заборонено диригувати прем'єрою опери Пауля Гіндеміта «Художник Матіс», і Фуртвенглер на знак протесту пішов у відставку зі свого поста в Берлінській опері і з поста віце-президента Імперської музичної палати. У 1936 році, коли Фуртвенглера все більше розчаровувався у чинному режимі, йому був запропонований пост головного диригента Нью-Йоркського філармонічного оркестру, де він замінив би Артуро Тосканіні. Існувала велика ймовірність того, що Фуртвенглер прийме це запрошення, але повідомлення з Берлінського відділення Ассошіейтед Прес, ймовірно, замовлене Германом Герінгом, стверджувало, що він хотів би повернутися знову на свою посаду в Берлінській опері. Це викликало зміну в ставленні до нього в Нью-Йорку; запрошуюча сторона припускала, що тепер Фуртвенглер повністю підтримує нацистську партію. Хоча зараз вважається, що це не так (наприклад, Фуртвенглер завжди відмовлявся салютувати нацистам), така точка зору переважала до його смерті.
Нацисти добре ставилися до Фуртвенглера; він був важливою фігурою в галузі культури. Його концерти часто транслювалися німецьким військам для підняття духу, хоча він був обмежений у репертуарі, виконуючи лише те, що дозволялося владою. Його ставлення до євреїв як і раніше викликає полеміку. З одного боку, він часто захоплювався єврейськими артистами, такими як Артур Шнабель, але з іншого боку він підтримував бойкоти єврейських товарів і критикував домінування євреїв в газетній справі. На процесі щодо денацифікації Фуртвенглер був звинувачений в тому, що підтримав нацизм, залишившись у Німеччині, виконував обов'язки нацистського функціонера, в антисемітських випади проти Віктора де Сабата. Однак, всі ці звинувачення були повністю зняті.
У своєму заключному слові на процесі щодо денацифікації Фуртвенглер заявив:
«Я знав, що Німеччину охопила жахлива криза, але в той же час я був відповідальний за німецьку музику, і моїм завданням було пройти через цю кризу без втрат. Побоювання, що плоди моїх праць будуть використані для пропаганди, були нічим у порівнянні з моїм бажанням зберегти німецьку музику, музику яка виконувалась для німецького народу його ж музикантами. Люди ці, співвітчизники Баха і Бетховена, Моцарта і Шуберта, змушені були жити під владою режиму, без залишку охопленого ідеєю тотальної війни. Той, хто не жив тут у ті дні, не може судити про те, як це було».
«Невже Томас Манн [один з критиків позиції Фуртвенглера] справді вірить, що в гіммлерівській Німеччині всім було треба заборонити виконувати Бетховена? А може, він просто не уявляє собі, що ніхто ще не потребував більше, ніхто ще не бажав сильніше почути Бетховена і його голос свободи і любові, ніж ті німці, які змушені жити в гіммлерівському царстві страху? Я не шкодую, що залишився і підтримав цих людей».
П'єса Британського драматурга Рональда Гарвуда Думки сторін (Taking Sides), поставлена в 1946 році в американській зоні окупації в Берліні, присвячена звинуваченням американських окупаційних військ проти Фуртвенглера відносно служіння останнього нацистському режиму. У 2001 році ця п'єса була екранізована Іштваном Сабо з участю Гарві Кейтеля, роль Фуртвенглера зіграв Стеллан Скашгорд. інформація на сайті IMDB [Архівовано 12 серпня 2010 у Wayback Machine.]

## Стиль диригування
Фуртвенглер мав унікальну диригентську техніку. На відеозаписах Фуртвенглера помітно, що він здійснює дивні, часом незграбні, рухи як ніби медіум що перебуває в трансі. Його жести можуть здаватися не надто пов'язаними з музичним ритмом, а його фізичні рухи одним з музикантів оркестру характеризувалися «неначе ляльку смикають за мотузочки». В результаті музиканти відчували на собі гіпнотичну дію диригента. Його найкращі виконання характеризуються глибоким і повним звуком, ширянням мелодійної лінії й вибухами емоційних кульмінацій, заснованими на переконливому і логічному трактуванні твору. Багато коментаторів та критики зараховують його до найбільших диригентів в історії.
Фуртвенглер був знаменитий неясністю і розпливчатістю своїх висловлювань. Його учень Серджіу Челібідаке згадує, що в найкращому разі він міг сказати «Ну, потрібно просто слухати» (музику). Карл Брініцер (Carl Brinitzer) з німецького відділення Бі-Бі-Сі намагався взяти у нього інтерв'ю, і прийшов до висновку, що перед ним знаходиться недоумкуватий (англ. and thought he had an imbecile before him). Запис, зроблений на репетиції з Стокгольмським оркестром документально фіксує, як Фуртвенглер ледь членороздільно бурмоче і наспівує під ніс. Тим не менше, Фуртвенглер залишається однією з найшанованіших музикантами фігур. Навіть Артуро Тосканіні, який зазвичай вважається повною протилежністю Фуртвенглера (і який гостро критикував Фуртвенглерову політичну позицію), одного разу заявив у відповідь на запитання, хто, на його думку, є найбільшим диригентом світу крім нього самого: «Фуртвенглер!». Григорій П'ятигорський у своїх мемуарах називає Фуртвенглера «поетом серед диригентів».